# Sự trỗi dậy của các Vệ thần
Sự trỗi dậy của các Vệ thần (tựa gốc tiếng Anh: Rise of the Guardians) là một bộ phim phiêu lưu hành động giả tưởng hoạt hình 3D máy tính của Mỹ năm 2012 do DreamWorks Animation sản xuất và Paramount Pictures phát hành. Bộ phim được đạo diễn bởi Peter Ramsey (trong lần đầu làm đạo diễn) từ kịch bản của David Lindsay-Abaire dựa trên loạt sách The Guardians of Childhood và phim ngắn The Man in the Moon của William Joyce . Phim có sự tham gia của Chris Pine, Alec Baldwin, Jude Law, Isla Fisher, và Hugh Jackman. Bộ phim kể về câu chuyện của những Vệ thần Ông già Noel, Cô tiên Răng, Chú thỏ Phục sinh và Thần cát, những người đã tuyển mộ Jack Frost để ngăn chặn ác nhân Pitch Black nhấn chìm thế giới trong bóng tối trong một cuộc chiến của những giấc mơ.
Bộ phim được phát hành tại Hoa Kỳ vào ngày 21 tháng 11 năm 2012. Phim thu về 306,9 triệu đô la trên toàn thế giới so với ngân sách 145 triệu đô la nhưng mất khoảng 87 triệu đô la do chi phí tiếp thị và phân phối. Phim được đề cử Giải Quả cầu vàng cho Phim hoạt hình hay nhất và Giải Annie cho Phim hoạt hình hay nhất.
Đây là bộ phim DreamWorks Animation cuối cùng được Paramount Pictures phát hành. Bắt đầu với The Croods (2013), 20th Century Fox sẽ phát hành các phim của DreamWorks cho đến Captain Underpants: The First Epic Movie (2017).

## Nội dung
Jack Frost tỉnh dậy từ một cái ao đóng băng với chứng mất trí nhớ và biến mất khi nhận ra rằng không ai có thể nhìn thấy hoặc nghe thấy anh ta. Ba trăm năm sau, Jack, với tư cách là Thần mùa đông, thích mang những ngày tuyết rơi cho học sinh, nhưng vẫn cảm thấy buồn vì họ không tin vào anh ta. Tại Bắc Cực , Người đàn ông trên Mặt trăng cảnh báo Nicholas St. North rằng Pitch Black đang đe dọa trẻ em trên thế giới bằng những cơn ác mộng của anh ta. Anh ấy gọi E. Aster Bunnymund / Bunny , Sandman , và Tooth Fairyhướng đến. Họ được biết rằng Jack Frost đã được chọn làm Người bảo vệ mới, và Bunny đưa anh ta đến Bắc Cực. North giải thích với Jack rằng mọi Người bảo vệ đều có một trung tâm, một thứ mà họ là Người bảo vệ, nhưng một lời kêu cứu từ các tiên nữ của Tooth đã kết thúc cuộc trò chuyện.
Ghé thăm thế giới của Tooth, giống như một cung điện ở Ấn Độ, Jack biết rằng mỗi chiếc răng sữa đều chứa đựng những kỷ niệm thời thơ ấu của những đứa trẻ bị mất nó, bao gồm cả răng của Jack. Tuy nhiên, Pitch đột kích vào nhà của Tooth, bắt cóc tất cả các nàng tiên răng cấp dưới của cô ấy ngoại trừ Baby Tooth và đánh cắp tất cả những chiếc răng, do đó ngăn cản Tooth chia sẻ ký ức của Jack và làm suy yếu niềm tin của bọn trẻ đối với cô ấy. Để ngăn cản kế hoạch của Pitch, cả nhóm quyết định thu thập răng của trẻ em. Trong cuộc hành trình của họ, một cuộc cãi vã giữa North và Bunny đã đánh thức một cậu bé, Jamie. Vì anh ấy vẫn tin tưởng, anh ấy có thể nhìn thấy tất cả mọi người, ngoại trừ Jack. Những cơn ác mộng của Pitch sau đó tấn công, khiêu khích Sandy với tư cách là Người bảo vệ những giấc mơ. Jack cố gắng can thiệp, nhưng Pitch áp đảo Sandy, người dường như đã biến mất.
Khi Lễ Phục sinh đến gần, những Người bảo vệ chán nản tập trung tại nhà của Bunny. Với sự trợ giúp bất ngờ của Sophie, em gái của Jamie, họ bắt đầu quá trình vẽ những quả trứng cho lễ Phục sinh. Sau khi Jack đưa Sophie về nhà, anh ta bị dụ đến hang ổ của Pitch bằng một giọng nói. Pitch chế nhạo anh ta bằng ký ức và nỗi sợ hãi của sự không tin tưởng, khiến anh ta mất tập trung đủ lâu để Pitch phá hủy những quả trứng, khiến lũ trẻ không còn tin tưởng vào Bunny, người giận dữ mắng mỏ Jack. Khi sự tin tưởng của những Người bảo vệ dành cho anh ta bị mất đi, Jack xấu hổ tự cô lập mình ở Nam Cực, nơi Pitch cố gắng thuyết phục anh ta gia nhập phe của mình. Khi Jack từ chối, Pitch đe dọa sẽ giết Baby Tooth trừ khi Jack đưa cho anh ta cây quyền trượng, nguồn phép thuật của anh ta. Anh ta đồng ý, nhưng Pitch bẻ gãy cây gậy của Jack và ném anh ta xuống vực sâu. Mở khóa ký ức bên trong răng của anh ấy,chết đuối . Được truyền cảm hứng, Jack sửa chữa cây gậy của mình và quay trở lại hang ổ để giải cứu những nàng tiên răng bị bắt cóc.
Do Pitch, mọi đứa trẻ trên thế giới ngoại trừ Jamie đều không tin tưởng, làm suy yếu đáng kể các Vệ thần. Nhận thấy niềm tin của Jamie đang lung lay, Jack làm cho tuyết rơi trong phòng của mình, đổi mới niềm tin của Jamie và để anh trở thành người đầu tiên tin tưởng và nhìn thấy Jack. Họ tập hợp những người bạn của Jamie, những người có niềm tin mới thúc đẩy cuộc chiến chống lại Pitch của họ. Anh ta đe dọa họ, nhưng giấc mơ của họ tỏ ra mạnh mẽ hơn những cơn ác mộng của anh ta, dẫn đến việc Sandy sống lại và các Hộ vệ đoàn tụ. Bị đánh bại và không còn tin tưởng, Pitch cố gắng rút lui, nhưng cơn ác mộng của anh ta, cảm nhận được nỗi sợ hãi của chính mình, bật anh ta và kéo anh ta xuống thế giới ngầm. Sau đó, Jamie và bạn bè của anh ấy tạm biệt những Người bảo vệ khi Jack chấp nhận vị trí của anh ấy với tư cách là Người bảo vệ Vui vẻ.

## Sản xuất
Năm 2005, William Joyce và Reel FX ra mắt một liên doanh, Aimesworth Amusements, để sản xuất các phim hoạt hình CG, một trong số dự án là The Guardians of Childhood, dựa trên ý tưởng của Joyce. Bộ phim đã không thành hiện thực, nhưng họ đã dựng một bộ phim ngắn, The Man in the Moon, được đạo diễn bởi Joyce, đã giới thiệu ý tưởng về các Vệ thần, và trở thành nguồn cảm hứng cho bộ phim.
Đầu năm 2008, Joyce đã bán bản quyền bộ phim cho DreamWorks Animation, sau khi hãng đảm bảo với ông rằng họ sẽ tôn trọng góc nhìn của ông về các nhân vật và cho phép ông tham gia vào quá trình sáng tạo. Tháng 11, 2009, DreamWorks tiết lộ đã thuê Peter Ramsey làm đạo diễn cho bộ phim sau đó có tựa The Guardians, và David Lindsay-Abaire viết kịch bản. Joyce làm đồng đạo diễn trong vài năm đầu tiên, nhưng đã rời khỏi vị trí sau cái chết của con gái Mary Katherine, vì u não. Joyce tiếp tục cộng tác với vai trò chủ nhiệm hành chính, trong khi Ramsey đảm nhiệm hoàn toàn vai trò đạo diễn, khiến ông trở thành người Mỹ gốc Phi đầu tiên đạo diễn một bộ phim hoạt hình CG kinh phí lớn. Như một số phim trước đây của DreamWorks, Guillermo del Toro tham gia với vai trò chủ nhiệm hành chính. Được giới thiệu gần như ngay từ đầu, ông đã giúp định hình câu chuyện, thiết kế nhân vật, chủ đề và cấu trúc bộ phim. Ông nói rằng ông rất vui khi những nhà làm phim đã làm nên nhiều phần "đen tối, u buồn và thơ mộng", và thể hiện hy vọng rằng bộ phim "tạo nên một giai điệu khác biệt cho các phim gia đình và phim giải trí." Tựa phim cuối cùng, Sự trỗi dậy của các Vệ thần đã được tuyên bố vào đầu năm 2011, cùng với các diễn viên đầu tiên.
Ban đầu, bộ phim dự kiến sẽ phát hành vào ngày 2 tháng 11 năm 2012, nhưng DreamWorks Animation đã lùi bộ phim tới ngày 21 tháng 11 năm 2012 để tránh cạnh tranh với Monsters University của Pixar, là bộ phim vốn đã phải dời ngày để tránh sự cạnh tranh của Chạng Vạng: Hừng Đông – Phần 2. Monsters University sau đó đã được dời đến ngày 21 tháng 6 năm 2013, và bị thay thế bởi Wreck-It Ralph.

## Nhân vật và diễn viên

Thành Lộc và Hữu Châu tại buổi giới thiệu phim ngày 27 tháng 11 năm 2012

- Chris Pine (Võ Ngọc Trai trong bản tiếng Việt) lồng tiếng Jack Frost, tinh linh mùa đông[18] và là Vệ thần của Niềm vui. Jack Frost là một thiếu niên tinh nghịch không thích bị gò bó bởi luật lệ và bổn phận, mà chỉ thích sử dụng cây gậy của mình để làm lan toả phép thuật mùa đông vì sở thích cá nhân.
- Alec Baldwin (Hữu Châu trong bản tiếng Việt) lồng tiếng ông già Noel North (Santa Claus), thủ lĩnh của các Vệ thần,[18] và là Vệ thần của Điều kỳ diệu. Ông sống trong một Lâu đài Băng ở Bắc Cực và được phục vụ bởi các Yeti và yêu tinh.[21]
- Hugh Jackman (Hữu Dũng trong bản tiếng Việt) lồng tiếng Thỏ Phục Sinh Easter Bunnymund, là người nắm giữ truyền thuyết và là Vệ thần của Hy vọng.[18]*
- Isla Fisher (Kim Phụng trong bản tiếng Việt) lồng tiếng tiên răng Tooth Fairy, những thu thập những chiếc răng và là Vệ thần của Ký ức.[18] Được hỗ trợ bởi các tiểu tiên, cô thu thập những chiếc răng của trẻ em, vốn lưu giữ ký ức của chúng, trong lâu đài của mình, và trả lại chúng khi chúng cần nhất.[22]
- Jude Law (Thành Lộc trong bản tiếng Việt) lồng tiếng Pitch Black, hiện thân của nỗi sợ và là vua Ác mộng.[18]
- Dakota Goyo (Tiến Đạt trong bản tiếng Việt) lồng tiếng Jamie, một đứa trẻ không từ bỏ niềm tin vào các Vệ thần.[23]
- Thần cát Sandman, Vệ thần của Những giấc mơ, là người già nhất[24] và là Vệ thần đầu tiên được chọn bởi Người trên Mặt Trăng.[25] Ông không nói chuyện, nhưng giao tiếp thông qua hình ảnh của cát.[26]

## Phát hành

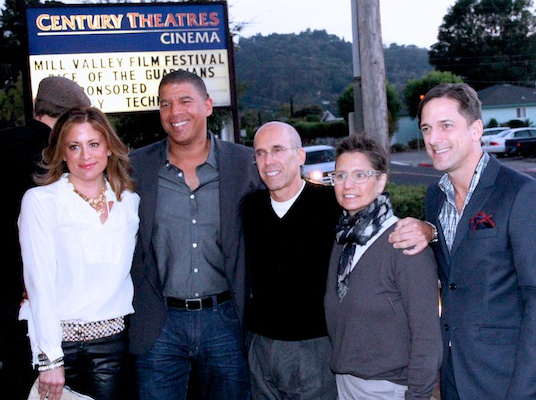
Rise of the Guardians được giới thiệu tại liên hoan phim Mill Valley: nhà sản xuất Christina Steinberg; đạo diễn Peter Ramsey; DreamWorks Animation CEO Jeffrey Katzenberg; nhà sản xuất Nancy Bernstein; giám đốc sáng tạo của DreamWorks Animation Bill Damaschke

Rise of the Guardians được trình chiếu vào ngày 10 tháng 10 năm 2012, tại liên hoan phim Mill Valley, California, sau đó được trình chiếu quốc tế tại liên hoan phim Rome ngày 13 tháng 11 năm 2012. Được phân phối bởi Paramount Pictures, bộ phim được phát hành vào ngày 21 tháng 11 năm 2012, tại các rạp chiếu phim Hoa Kỳ. Được số hoá thành định dạng IMAX 3D, bộ phim được trình chiếu giới hạn trong các rạp IMAX gia đình và quốc tế. Đây là bộ phim thứ hai được phát hành dưới định dạng âm thanh Auro 11.1 3D của Barco, sau Red Tails. Bộ phim cũng được trình chiếu dưới dạng Dolby Atmos, một công nghệ âm thanh vòm được giới thiệu trong năm 2012. Sự trỗi dậy của các Vệ thần là bộ phim cuối cùng của hãng DreamWorks Animation được phân phối bởi Paramount, do DreamWorks đã ký hợp đồng phân phối 5 năm với 20th Century Fox, bằt đầu từ năm 2013.

## Đón nhận

### Đánh giá
Sự trỗi dậy của các Vệ thần đã nhận cách đánh giá hỗn hợp tích cực từ cách nhà phê bình. Dựa trên 95 đánh giá, bộ phim giữ rating khoảng 76% trên Rotten Tomatoes, với rating trung bình là 6.6/10. Trang web đánh giá: "A sort of Avengers for the elementary school set, Rise of the Guardians is wonderfully animated and briskly paced, but it's only so-so in the storytelling department."
Todd McCarthy của The Hollywood Reporter gọi bộ phim là "a lively and derivative 3D storybook spree for some unlikely action heroes." Ngược lại, Justin Chang trong tạp chí Variety nói, "Even tots may emerge feeling slightly browbeaten by this colorful, strenuous and hyperactive fantasy, which has moments of charm and beauty but often resembles an exploding toy factory rather than a work of honest enchantment."

### Doanh thu phòng vé
Cho đến ngày 26 tháng 12 năm 2012, Sự trỗi dậy của các Vệ thần đã thu về $33.181.310 ở Bắc Mỹ, và $13.500.000 ở các nước khác, với tổng doanh thu trên toàn thế giới là $46.681.310.
Ở Bắc Mỹ, bộ phim ra mắt trong 5 ngày cuối tuần mở rộng thu về $32,3 triệu, với $23,8 triệu trong 3 ngày cuối tuần, đạt vị trí thứ tư sau Chạng Vạng: Hừng Đông – Phần 2, Skyfall, và Lincoln. Đây là bộ phim của DreamWorks Animation có doanh thu mở màn thấp nhất sau Flushed Away năm 2006.

### Giải thưởng
Liên hoan phim Rome và tạp chí Vanity Fair sẽ trao Giải thưởng Quốc tế Vanity Fair cho Phim điện ảnh Xuất sắc vào tháng 11 năm 2012 cho Sự trỗi dậy của các Vệ thần. Bộ phim cũng nhận được giải thưởng Animation Hollywood của Liên hoan phim Hollywood thường niên lần thứ 16, tổ chức vào ngày 22 tháng 10, năm 2012.
| Giải thưởng                | Thể loại                              | Người nhận giải | Kết quả   |
| -------------------------- | ------------------------------------- | --------------- | --------- |
| Liên hoan phim Hollywood   | Phim hoạt hình xuất sắc               |                 | Đoạt giải |
| Liên hoan phim Mill Valley | Phim được khán giả nhỏ tuổi yêu thích |                 | Đoạt giải |

## Âm nhạc
Nhà soạn nhạc người Pháp Alexandre Desplat đã sáng tác bản nhạc gốc cho bộ phim, được Varèse Sarabande phát hành vào ngày 13 tháng 11 năm 2012. Nhạc nền đã được thu ở London tại Abbey Road Studios và Air Studios, do dàn nhạc giao hưởng London thể hiện, với sự tham gia hợp xướng của London Voices. David Lindsay-Abaire đã viết lời cho bài hát kết phim, "Still Dream," được thể hiện bởi ca sĩ giọng nữ cao Renée Fleming.
| Danh sách Track: | Danh sách Track:                           | Danh sách Track: |
| STT              | Nhan đề                                    | Thời lượng       |
| ---------------- | ------------------------------------------ | ---------------- |
| 1.               | "Still Dream" (thể hiện bởi Renée Fleming) | 3:12             |
| 2.               | "Calling the Guardians"                    | 2:06             |
| 3.               | "Alone in the World"                       | 2:04             |
| 4.               | "Fanfare of the Elves"                     | 0:53             |
| 5.               | "Wind Take Me Home!"                       | 1:28             |
| 6.               | "Dreamsand"                                | 2:03             |
| 7.               | "Pitch on the Globe"                       | 0:57             |
| 8.               | "The Moon"                                 | 1:32             |
| 9.               | "Snowballs"                                | 1:31             |
| 10.              | "Busy Workshop"                            | 1:33             |
| 11.              | "Sleigh Launch"                            | 1:45             |
| 12.              | "Nightmares Attack"                        | 7:17             |
| 13.              | "Tooth Collection"                         | 2:22             |
| 14.              | "Jamie's Bedroom"                          | 2:31             |
| 15.              | "Jack & Sandman"                           | 4:18             |
| 16.              | "Memorial"                                 | 1:21             |
| 17.              | "Guardians Regroup"                        | 0:58             |
| 18.              | "Easter"                                   | 3:39             |
| 19.              | "Jack Betrays"                             | 3:20             |
| 20.              | "Kids Stop Believing"                      | 2:35             |
| 21.              | "Jack's Memories"                          | 2:24             |
| 22.              | "Pitch at North Pole"                      | 2:00             |
| 23.              | "Jamie Believes"                           | 3:01             |
| 24.              | "Jack's Center"                            | 4:52             |
| 25.              | "Sandman Returns"                          | 2:36             |
| 26.              | "Dreamsand Miracles"                       | 2:18             |
| 27.              | "Oath of the Guardians"                    | 3:11             |
| Tổng thời lượng: | Tổng thời lượng:                           | 67:47            |

## Video game
Một video game được phát hành dựa theo bộ phim bởi D3 Publisher vào ngày 20 tháng 11 năm 2012 ở Bắc Mỹ, và 23 tháng 11 năm 2012 ở châu Âu. Video game cho phép người chơi điều khiển các Vệ thần chiến đấu với Pitch. Trò chơi có sẵn trên Wii, Wii U, Xbox 360, PlayStation 3, Nintendo DS và Nintendo 3DS.

## Bộ sách "Những Vệ Thần Của Tuổi Thơ"
Bộ phim Sự trỗi dậy của các Vệ thần lấy cảm hứng từ bộ sách mang tên Những vệ thần của tuổi thơ do William Joyce sáng tác và minh họa, và được xuất bản bởi Nhà xuất bản Simon & Schuster. Hiện tại, bộ sách đã phát hành 3 cuốn sách tranh và 5 cuốn tiểu thuyết. Trong tương lai, bộ sách được dự kiến sẽ hoàn thiện với tổng cộng 12 cuốn sách, bao gồm 7 cuốn sách tranh và và 5 cuốn tiểu thuyết. Tại Việt Nam, dưới sự hợp tác của Nhà xuất bản Đà Nẵng và Book Hunter, bộ sách tranh đã được ra mắt độc giả vào dịp Giáng sinh năm 2021. Sau đó vào năm 2022, bộ tiểu thuyết tiếp theo lần lượt được phát hành, do dịch giả nhí Lily (tên thật: Hồ An Nhiên) chuyển ngữ.
Bộ sách tranh
- Man in the Moon - Người Cung Trăng
- Sandman - Thần Mộng Mơ
- Jack Frost

Bộ tiểu thuyết
- Nicholas St.North và Trận chiến với Vua Ác Mộng
- Thỏ Phục Sinh và Trứng Chiến binh trong lòng trái đất
- Toothiana – Nữ hoàng của Binh đoàn Tiên Răng
- Thần Mộng Mơ và Cuộc chiến giấc mơ
- Jack Frost – Cái kết trở thành sự khởi đầu

Với trí tưởng tượng phong phú của Joyce, bộ tiểu thuyết và bộ sách tranh kể câu chuyện của từng Vệ thần (Người Cung Trăng, Thần Mộng Mơ, Nicholas St. North hay Ông già Noel, Toothiana, Thỏ Phục Sinh và Jack Frost), xuất thân và sứ mệnh của họ để làm nổi bật lên vai trò bảo vệ những giấc mơ của những đứa trẻ khỏi bóng tối và những hình ảnh kỳ dị bằng việc mang lại niềm vui, hi vọng, tình yêu, sự dũng cảm đến với trẻ thơ. Không chỉ dừng lại ở việc khắc họa một thế giới tưởng tượng phong phú của trẻ thơ, bộ sách được cho là mang nhiều ẩn ngữ, truyền tải thông điệp sâu sắc như ý nghĩa của việc thấu hiểu chính mình hay bài học về cách nuôi dưỡng trẻ con, rằng chúng ta nên đồng hành, nuôi dưỡng những giấc mơ của những đứa trẻ, hỗ trợ khi chúng cần nhưng “cũng luôn luôn giữ khoảng cách để không can thiệp hay quyết định cuộc đời thay chúng”.